# Enon (robot)
Enon è un robot della Fujitsu uscito sul mercato nel 2005.